# Паскочий, Максим
Максим Паскочий (эст. Maksim Paskotši; род. 19 января 2003, Таллин) — эстонский футболист, защитник клуба «Грассхоппер» и сборной Эстонии.

## Клубная карьера
Воспитанник ряда таллинских футбольных школ. В 2018 году перешёл в «Флору», где начал играть на взрослом уровне за резервные составы в первой и более низших лигах. Включался в заявку основной команды «Флоры» в чемпионате Эстонии, Суперкубке страны и еврокубках, но в этих турнирах не выходил на поле. В Кубке Эстонии в 2020 году сыграл за основу «Флоры» два матча. Обладатель Кубка и Суперкубка Эстонии 2020 года.
В сентябре 2020 года перешёл в английский «Тоттенхэм», где играл за юниорские команды. За основной состав лондонцев дебютировал в квалификационном матче Лиги конференций против португальского «Пасуш де Феррейра» 19 августа 2021 года (вышел на замену на 87-й минуте), эта игра осталась для него единственной официальной за лондонский клуб. Летом 2023 года перешёл в клуб высшего дивизиона Швейцарии «Грассхоппер».

## Карьера в сборной
Выступал за юниорские сборные Эстонии, был капитаном команды 17-летних. В марте 2021 года 18-летний футболист был вызван в национальную сборную Эстонии, после того как полтора десятка игроков основного состава не смогли поехать на выездные игры из-за коронавирусных ограничений. Дебютировал в главной команде 24 марта 2021 года в отборочном матче чемпионата мира против Чехии (2:6), отыграв все 90 минут.

## Достижения
- Обладатель Балтийского Кубка: 2020, 2024